# Voskepar
Voskepar (in armeno Ոսկեպար?; precedentemente Aksibara/Akhsibara) è un comune dell'Armenia di 956 abitanti (2001) della provincia di Tavush.